# La vita non è sogno
La vita non è sogno è la settima raccolta di poesie di Salvatore Quasimodo pubblicata nel 1949.

## Struttura
- Lamento per il sud
- Epitaffio per Bice Donetti
- Dialogo
- Colore di pioggia e di ferro
- Quasi un madrigale
- Anno domini MCMXLVII
- Il mio paese è l'Italia
- Thanatos Athanatos
- Lettera alla madre